# Louis Vaneau
Pour les articles homonymes, voir Vaneau.
Louis Vaneau (Rennes, 27 mars 1811 - Paris, 29 juillet 1830 ; son nom a aussi été orthographié « Vanneau ») est un élève de l'École polytechnique mort dans les combats de la Révolution de juillet à Paris en 1830. Il a été abattu en chargeant, en tête des insurgés, lors de la prise d'une caserne rue de Babylone occupée par les gardes suisses, le 29 juillet, attaque à laquelle il prenait part avec d'autres polytechniciens en uniforme de l'École.

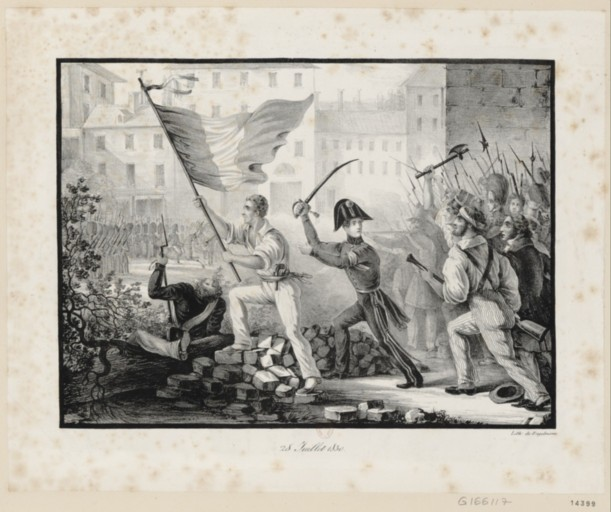
Attaque d'une barricade commandée par un polytechnicien, le 28 juillet 1830.

Des actions de ce genre, où des polytechniciens prirent part en uniforme à divers combats des Trois Glorieuses, souvent en dirigeant le peuple insurgé, ont conféré à l'École polytechnique une grande popularité, qui se reflète par la présence de polytechniciens dans de nombreux récits ou représentations des insurrections (par exemple l'illustration ci-contre, ou en arrière-plan dans le tableau La Liberté guidant le peuple), et la mort de Louis Vaneau a été consacrée comme l'exemple du courage que les insurgés ont reconnu en ces élèves. Il fut enterré le 31 juillet avec les honneurs militaires de la Garde nationale, au cimetière du Montparnasse (il repose sous une colonne) et une rue du voisinage de la caserne de Babylone (qui est peut-être la rue même où il fut abattu) fut renommée rue Vanneau en son hommage la même année (corrigée par la suite en « rue Vaneau », en 1873).

## Postérité
La mort de Vaneau en particulier est le sujet d'un tableau de Georges Moreau de Tours réalisé en 1891, et figure en détail d'arrière-plan d'un tableau de Jean-Abel Lordon sur la prise de la caserne de la rue de Babylone, réalisé en 1831.
En 1835, en parallèle de l'élévation de la colonne de Juillet à Paris en mémoire des Trois Glorieuses, et à l'initiative de l'écrivain Hippolyte Lucas, la ville de Rennes (sa ville d'origine) érigea dans le parc Thabor la colonne Vaneau-Papu, une « colonne de juillet » en hommage à Vaneau et un autre Rennais mort dans ces combats. Son nom est inscrit sur la colonne de Juillet parmi les morts du 29 juillet 1830.
Louis Vaneau est resté un fort symbole historique, et une figure récurrente, des traditions des élèves de l'École polytechnique ; la cour d'honneur de l'École porte son nom, et chaque année une délégation d'élèves lui rend hommage sur sa tombe après le défilé militaire du 14 Juillet. Depuis la promotion 2012, l'École possède un hymne intitulé Ode à Vaneau.
À Paris, une cité du 7e arrondissement et une station de métro portent également son nom, par voisinage de la rue Vaneau. À Rennes, son nom fut aussi donné à une rue, à la fin du XIXe siècle, et par la suite à une école située dans cette rue.